# Isla Chorao
La isla Chorao (en konkani: चोडणें Choddnnem) es una isla ubicada en el mar Arábigo, cerca de Panaji, en el estado de Goa, en la India. La isla se llamaba Chudamani, lo que significa piedra preciosa impresionante en sánscrito. Las leyendas locales hablan de que las islas emergieron de los diamantes que fueron sacados afuera por Yashoda la madre del Señor Krishna. Los isleños la llaman también chodan o chodna. Fueron los portugueses quienes la llamaron Chorao. Los nobles portugueses que se encontraban en la isla les pareció un lugar agradable para vivir y de ahí el nombre de Ilha dos fidalgos (Isla de los nobles).
Chorao está constituido por tres Comunidades.
- Chorao[1]
- Ambelim[1]
- Caroi-3[2]

Un seminario llamado "Real colegio de educacao de chorao" se estableció en abril de 1761. Un templo de Shri Devaki Krishna Bhumika Mallinath fue reconstruido el 11 de enero de 1934.
Entre los lugares de culto cristiano están la iglesia de San Bartolomé y la iglesia de Nuestra Señora de la Gracia. Chorao es también el hogar del Santuario de Aves Sálim Ali.
Los hindúes y los cristianos viven en paz hoy en esta isla.